# Vila Rosa (Goiânia)
Vila Rosa é um bairro de classe média da cidade brasileira de Goiânia, localizado em sua região sudoeste. Faz divisa com Parque Amazônia, Jardim Atlântico e Faiçalville.
Criado através do Decreto 44, de 9 de outubro de 1954. Nos anos 90, o bairro teve crescimento importante após a construção do Condomínio Residencial Rosas do Bosque, destinado a moradores de classe média-alta,  pela Construtora Prumus S/A. À época, a construtora negociou com a Prefeitura de Goiânia, que cedeu dois quarteirões inteiros para a construtora em troca da mesma restaurar as ruas do bairro. Em 1997, o condomínio foi entregue, juntamente com a abertura de 20 ruas do bairro. 
Em 2001, a Prefeitura concluiu a pavimentação asfáltica de todas as ruas do bairro. Com o crescimento da região sul, a entrada de grandes incorporadoras imobiliárias, a expansão do Buriti Shopping, as antigas casas de baixa-renda foram compradas e substituídas por casas de classe média.
Em 2008, a Prefeitura concluiu a 1ª fase do Parque Cascavel. Com isso, as imobiliárias iniciaram a construção de condomínios de edifícios.
Atualmente, o bairro conta com um bom centro comercial, possui uma unidade da rede de supermercados Extra, uma loja da rede Tend Tudo, próximo ao Buriti Shopping e ao Free Center Shopping e conta com muita área verde. A Reserva Ecológica Municipal da Nascente do Córrego Cascavel se localiza no meio do bairro, além disso o bairro possui aproximadamente 15 praças distribuídas igualmente.
Segundo dados do Instituto Brasileiro de Geografia e Estatística (IBGE), divulgados pela prefeitura, no Censo 2010 a população da Vila Rosa era de 2 039 pessoas.